# Dirka po Španiji 2009
Dirka po Španiji 2009 (špansko Vuelta a España 2009) je 64. izvedba dirke po Španiji, tritedenske moške cestne kolesarske etapne dirke. Začela se je 29. avgusta v Assenu in končala 20. septembra v Madridu. Sodelovalo je 198 kolesarjev iz 22-ih ekip. Rumeno majico je prvič osvojil Alejandro Valverde (Caisse d'Epargne), drugo mesto Samuel Sánchez (Euskaltel-Euskadi), tretje pa Cadel Evans (Silence–Lotto). Zeleno majico je osvojil André Greipel (Team Columbia–HTC), rdečo majico je osvojil David Moncoutié (Cofidis), belo majico pa Alejandro Valverde.

## Ekipe
UCI ProTeams
- Ag2r-La Mondiale
- Astana
- Bbox Bouygues Telecom
- Caisse d'Epargne
- Cofidis
- Euskaltel-Euskadi
- Française des Jeux
- Fuji–Servetto
- Garmin–Slipstream
- Lampre-NGC
- Liquigas
- Quick-Step
- Rabobank
- Silence–Lotto
- Team Columbia–HTC
- Team Milram
- Team Saxo Bank

UCI Professional Continental teams
- Andalucía–Cajasur
- Cervélo TestTeam
- Contentpolis–Ampo
- Vacansoleil
- Xacobeo–Galicia

## Etape
| Etapa | Datum         | Štart/Cilj                                | Razdalja    | Tip         | Tip                    | Zmagovalec                                      |             |
| ----- | ------------- | ----------------------------------------- | ----------- | ----------- | ---------------------- | ----------------------------------------------- | ----------- |
| 1     | 29. avgust    | Assen (Nizozemska)                        | 4,8 km      |             | posamični kronometer   | Fabian Cancellara (SUI)                         |             |
| 2     | 30. avgust    | Assen (Nizozemska) – Emmen (Nizozemska)   | 203,7 km    |             | ravninska etapa        | Gerald Ciolek (GER)                             |             |
| 3     | 31. avgust    | Zutphen (Nizozemska) – Venlo (Nizozemska) | 189,7 km    |             | ravninska etapa        | Greg Henderson (NZL)                            |             |
| 4     | 1. september  | Venlo (Nizozemska) – Liège (Belgija)      | 225,5 km    |             | ravninska etapa        | André Greipel (GER)                             |             |
|       | 2. september  | dan počitka                               | dan počitka | dan počitka | dan počitka            | dan počitka                                     | dan počitka |
| 5     | 3, september  | Tarragona – Vinaròs                       | 174 km      |             | ravninska etapa        | André Greipel (GER)                             |             |
| 6     | 4, september  | Xàtiva                                    | 176,8 km    |             | ravninska etapa        | Borut Božič (SLO)                               |             |
| 7     | 5. september  | Valencija                                 | 30 km       |             | posamični kronometer   | Fabian Cancellara (SUI)                         |             |
| 8     | 6. september  | Alzira – Alto de Aitana                   | 204,7 km    |             | gorska etapa           | Damiano Cunego (ITA)                            |             |
| 9     | 7. september  | Alcoy – Xorret de Catí                    | 188,8 km    |             | gorska etapa           | Gustavo César Veloso (ESP)                      |             |
| 10    | 8. september  | Alicante – Murcia                         | 171,2 km    |             | ravninska etapa        | Simon Gerrans (AUS)                             |             |
| 11    | 9. september  | Murcia – Caravaca de la Cruz              | 200 km      |             | hribovito-gorska etapa | Tyler Farrar (USA)                              |             |
|       | 10. september | dan počitka                               | dan počitka | dan počitka | dan počitka            | dan počitka                                     | dan počitka |
| 12    | 11. september | Almería – Alto de Velefique               | 179,3 km    |             | gorska etapa           | Ryder Hesjedal (CAN)                            |             |
| 13    | 12. september | Berja – Sierra Nevada                     | 172,4 km    |             | gorska etapa           | David Moncoutié (FRA)                           |             |
| 14    | 13. september | Granada – La Pandera                      | 157 km      |             | gorska etapa           | Damiano Cunego (ITA)                            |             |
| 15    | 14. september | Jaén – Córdoba                            | 167,7 km    |             | hribovito-gorska etapa | Lars Boom (NED)                                 |             |
| 16    | 15. september | Córdoba – Puertollano                     | 170,3 km    |             | ravninska etapa        | André Greipel (GER)                             |             |
| 17    | 16. september | Ciudad Real – Talavera de la Reina        | 193,6 km    |             | ravninska etapa        | Anthony Roux (FRA)                              |             |
| 18    | 17. september | Talavera de la Reina – Ávila              | 165 km      |             | hribovito-gorska etapa | Philip Deignan (IRL)                            |             |
| 19    | 18. september | Ávila – La Granja de San Ildefonso        | 179,8 km    |             | gorska etapa           | Juan José Cobo (ESP) · Alejandro Valverde (ESP) |             |
| 20    | 19. september | Toledo                                    | 27,8 km     |             | posamični kronometer   | David Millar (GB)                               |             |
| 21    | 20. september | Rivas-Vaciamadrid – Madrid                | 110,2 km    |             | ravninska etapa        | André Greipel (GER)                             |             |
|       | Skupaj        | Skupaj                                    | 3292,3 km   | 3292,3 km   | 3292,3 km              | 3292,3 km                                       | 3292,3 km   |

## Razvrstitev po klasifikacijah
| Etapa  | Zmagovalec                        | Rumena majica ·    | Zelena majica ·    | Rdeča majica ·     | Kombinacija ·      | Ekipno            |
| ------ | --------------------------------- | ------------------ | ------------------ | ------------------ | ------------------ | ----------------- |
| 1      | Fabian Cancellara                 | Fabian Cancellara  | Fabian Cancellara  | brez               | Fabian Cancellara  | Liquigas          |
| 2      | Gerald Ciolek                     | Fabian Cancellara  | Tom Boonen         | Tom Leezer         | Fabian Cancellara  | Liquigas          |
| 3      | Greg Henderson                    | Fabian Cancellara  | Tom Boonen         | Tom Leezer         | Fabian Cancellara  | Liquigas          |
| 4      | André Greipel                     | Fabian Cancellara  | André Greipel      | Lars Boom          | Dominik Roels      | Team Columbia–HTC |
| 5      | André Greipel                     | André Greipel      | André Greipel      | Aitor Hernández    | Serafín Martínez   | Liquigas          |
| 6      | Borut Božič                       | André Greipel      | André Greipel      | José Antonio López | Serafín Martínez   | Liquigas          |
| 7      | Fabian Cancellara                 | Fabian Cancellara  | André Greipel      | José Antonio López | Dominik Roels      | Garmin–Slipstream |
| 8      | Damiano Cunego                    | Cadel Evans        | André Greipel      | David Moncoutié    | Cadel Evans        | Caisse d'Epargne  |
| 9      | Gustavo César Veloso              | Alejandro Valverde | André Greipel      | David Moncoutié    | Cadel Evans        | Caisse d'Epargne  |
| 20     | Simon Gerrans                     | Alejandro Valverde | André Greipel      | David de la Fuente | Cadel Evans        | Caisse d'Epargne  |
| 11     | Tyler Farrar                      | Alejandro Valverde | André Greipel      | David Moncoutié    | Cadel Evans        | Caisse d'Epargne  |
| 12     | Ryder Hesjedal                    | Alejandro Valverde | André Greipel      | David Moncoutié    | Alejandro Valverde | Caisse d'Epargne  |
| 13     | David Moncoutié                   | Alejandro Valverde | André Greipel      | David Moncoutié    | Alejandro Valverde | Caisse d'Epargne  |
| 14     | Damiano Cunego                    | Alejandro Valverde | Alejandro Valverde | David Moncoutié    | Alejandro Valverde | Caisse d'Epargne  |
| 15     | Lars Boom                         | Alejandro Valverde | Alejandro Valverde | David Moncoutié    | Alejandro Valverde | Xacobeo–Galicia   |
| 16     | André Greipel                     | Alejandro Valverde | André Greipel      | David Moncoutié    | Alejandro Valverde | Xacobeo–Galicia   |
| 17     | Anthony Roux                      | Alejandro Valverde | André Greipel      | David Moncoutié    | Alejandro Valverde | Xacobeo–Galicia   |
| 18     | Philip Deignan                    | Alejandro Valverde | André Greipel      | David Moncoutié    | Alejandro Valverde | Xacobeo–Galicia   |
| 19     | Juan José Cobo Alejandro Valverde | Alejandro Valverde | André Greipel      | David Moncoutié    | Alejandro Valverde | Xacobeo–Galicia   |
| 20     | David Millar                      | Alejandro Valverde | André Greipel      | David Moncoutié    | Alejandro Valverde | Xacobeo–Galicia   |
| 21     | André Greipel                     | Alejandro Valverde | André Greipel      | David Moncoutié    | Alejandro Valverde | Xacobeo–Galicia   |
| Skupaj | Skupaj                            | Alejandro Valverde | André Greipel      | David Moncoutié    | Alejandro Valverde | Xacobeo–Galicia   |

## Končna razvrstitev
| Legenda | Legenda                                    | Legenda | Legenda                                           |
| ------- | ------------------------------------------ | ------- | ------------------------------------------------- |
|         | Predstavlja vodilnega v skupnem seštevku   |         | Predstavlja vodilnega po točkah                   |
|         | Predstavlja vodilnega v gorski razvrstitvi |         | Predstavlja vodilnega v kombinacijski razvrstitvi |

### Rumena majica
| Poz. | Kolesar                  | Ekipa             | Čas         |
| ---- | ------------------------ | ----------------- | ----------- |
| 1    | Alejandro Valverde (ESP) | Caisse d'Epargne  | 87h 22' 37" |
| 2    | Samuel Sánchez (ESP)     | Euskaltel-Euskadi | + 55"       |
| 3    | Cadel Evans (AUS)        | Silence–Lotto     | + 1' 32"    |
| 4    | Ivan Basso (ITA)         | Liquigas          | + 2' 12"    |
| 5    | Ezequiel Mosquera (ESP)  | Xacobeo–Galicia   | + 4' 27"    |
| 6    | Robert Gesink (NED)      | Rabobank          | + 6' 40"    |
| 7    | Joaquim Rodríguez (ESP)  | Caisse d'Epargne  | + 9' 08"    |
| 8    | Paolo Tiralongo (ITA)    | Lampre-NGC        | + 9' 11"    |
| 9    | Philip Deignan (IRL)     | Cervélo TestTeam  | + 11' 08"   |
| DSQ  | Juan José Cobo (ESP)     | Fuji–Servetto     | + 11' 27"   |

### Zelena majica
| Poz. | Kolesar                  | Ekipa             | Točke |
| ---- | ------------------------ | ----------------- | ----- |
| 1    | André Greipel (GER)      | Team Columbia–HTC | 150   |
| 2    | Alejandro Valverde (ESP) | Caisse d'Epargne  | 111   |
| 3    | Daniele Bennati (ITA)    | Liquigas          | 101   |
| 4    | Cadel Evans (AUS)        | Silence–Lotto     | 99    |
| 5    | Samuel Sánchez (ESP)     | Euskaltel-Euskadi | 89    |
| 6    | Borut Božič (SLO)        | Vacansoleil       | 68    |
| 7    | Ezequiel Mosquera (ESP)  | Xacobeo–Galicia   | 68    |
| 8    | Robert Gesink (NED)      | Rabobank          | 68    |
| 9    | Ivan Basso (ITA)         | Liquigas          | 64    |
| 10   | Leonardo Duque (COL)     | Cofidis           | 64    |

### Rdeča majica
| Poz. | Kolesar                       | Ekipa             | Točke |
| ---- | ----------------------------- | ----------------- | ----- |
| 1    | David Moncoutié (FRA)         | Cofidis           | 186   |
| 2    | David de la Fuente (ESP)      | Fuji–Servetto     | 99    |
| 3    | Julián Sánchez Pimienta (ESP) | Contentpolis–Ampo | 73    |
| 4    | Alejandro Valverde (ESP)      | Caisse d'Epargne  | 67    |
| 5    | Ezequiel Mosquera (ESP)       | Xacobeo–Galicia   | 61    |
| 6    | Pieter Weening (NED)          | Rabobank          | 60    |
| 7    | Javier Ramírez Abeja (ESP)    | Andalucía–Cajasur | 59    |
| 8    | Robert Gesink (NED)           | Rabobank          | 58    |
| 9    | Johnny Hoogerland (NED)       | Vacansoleil       | 54    |
| 10   | Samuel Sánchez (ESP)          | Euskaltel-Euskadi | 52    |

### Bela majica
| Poz. | Kolesar                  | Ekipa             | Čas |
| ---- | ------------------------ | ----------------- | --- |
| 1    | Alejandro Valverde (ESP) | Caisse d'Epargne  | 7   |
| 2    | Samuel Sánchez (ESP)     | Euskaltel-Euskadi | 17  |
| 3    | Ezequiel Mosquera (ESP)  | Xacobeo–Galicia   | 17  |
| 4    | Cadel Evans (AUS)        | Silence–Lotto     | 19  |
| 5    | Robert Gesink (NED)      | Rabobank          | 22  |
| 6    | Ivan Basso (ITA)         | Liquigas          | 29  |
| 7    | David Moncoutié (FRA)    | Cofidis           | 40  |
| 8    | Johnny Hoogerland (NED)  | Vacansoleil       | 52  |
| DSQ  | Juan José Cobo (ESP)     | Fuji–Servetto     | 53  |
| 10   | Joaquim Rodríguez (ESP)  | Caisse d'Epargne  | 58  |

### Ekipna razvrstitev
| Poz. | Ekipa             | Čas          |
| ---- | ----------------- | ------------ |
| 1    | Xacobeo–Galicia   | 261h 57' 19" |
| 2    | Caisse d'Epargne  | + 23' 43"    |
| 3    | Astana            | + 31' 39"    |
| 4    | Cofidis           | + 39' 37"    |
| 5    | Fuji–Servetto     | + 52' 13"    |
| 6    | Rabobank          | + 57' 35"    |
| 7    | Euskaltel-Euskadi | + 1h 04' 40" |
| 8    | Silence–Lotto     | + 1h 07' 04" |
| 9    | Cervélo TestTeam  | + 1h 19' 27" |
| 10   | Liquigas          | + 1h 34' 05" |